# Podreber - Dvor
Podreber - Dvor este o arie protejată (arie specială de conservare — SAC, sit de importanță comunitară — SCI) din Slovenia întinsă pe o suprafață de 279,44 ha, integral pe uscat.

## Localizare
Centrul sitului Podreber - Dvor este situat la coordonatele 46°03′56″N 14°19′37″E / 46.0655°N 14.3269°E.

## Înființare
Situl Podreber - Dvor a fost declarat sit de importanță comunitară în aprilie 2004 pentru a proteja 1 specie de animale. Situl a fost protejat și ca arie specială de conservare în februarie 2012.

## Biodiversitate
Situată în ecoregiunea alpină, aria protejată conține 2 habitate naturale: Păduri ilirice de Fagus sylvatica (Aremonio-Fagion), Păduri de pin scoțian din Dolomiții dinarici (Genisto januensis-Pinetum).
La baza desemnării sitului se află o specie protejată de  mamifere: liliacul mic cu potcoavă (Rhinolophus hipposideros).